# 毁隃
毀隃（？—？），姬姓，是差弗的儿子，周部落首领。差弗死后，由毀隃继立。《世本》称毀隃为“榆”或“伪榆”。
毀隃死后，儿子公非继立。